# کهبان
کهبنان یا کوبلان، یکی از روستاهای استان آذربایجان شرقی است که در دهستان گرمه جنوبی بخش مرکزی شهرستان میانه واقع شده‌است.
این روستا به روستای پلکانی نیز معروف است و در دل یک دره بزرگ که از کنار آن رود قزل اوزن و رود زلالی که از خلخال عبور میکند بنا شده است.
خانه هایی که دربالای تکه سنگ های بزرگ ساخته شده از عوامل حیرت گردشگران است. 
ناگفته نماند پل پردلیس نیز دراین روستا قرار دارد. مردم این روستا اهل سنت و شافعی مذهب هستند.